# Хуа Калі
Пол Джуліус Нунда (нар. 12 вересня 1979 р.), більш відомий за сценічним ім'ям Хуа Калі, — кенійський композитор хіп-хопу. У 2000 році разом із продюсером звукозапису Клемо він заснував Calif Records. Хуа Калі виступає на суахілі та шен у популярному кенійському стилі реппінгу під назвою гендж.

## Раннє життя
Хуа Калі народився в Істленді, Найробі. Його батьки Дорін Ондіті та Еванс Ондіті (померли) були вчителями. Він виріс у суворому католицькому вихованні, у штаті Каліфорнія на схід від міста Найробі . Він почав грати у віці 10 років, його підтримував старший брат Крістофер Саті. Він був відомий як інтровертований підліток, котрий часто був тихим, і навряд чи колись хотів спілкування.
Він відвідував початкову школу Ейнсворта (стандарти 1 — 6); Шеперд Джуніор Бурубуру (Стандарти 6 — 8); Середня школа Джамухурі та врешті-решт Кенійський християнський інститут промислового навчання (KCITI) Eastleigh, де він отримав диплом з інформаційних технологій. Там він грав у баскетбол з надією увійти до Національної збірної з баскетболу Кенії, але безуспішно. Його перший музичний досвід почався зі співу у групі під назвою " Сіта Футі ". Сіта Футі розпався майже щойно після того, як його залишив Хуа Калі та його близький друг Джеммо. Члени групи що залишилися, почали займатися кар'єрою поза музикою. Calif Records виникла після того, як Хуа Калі об'єднався з другом дитинства Клемо, щоб створити студію звукозапису, який швидко став фабрикою хітів, завоювавши популярність на музичній сцені в Східній Африці. Calif Records також винайшов — жанр кенійського хіп-хопу. Хуа Калі часто цитує свого брата Кріса та батьків як своїх найбільші впливових людей в житті.

## Музична кар'єра
Його перший записаний і випущений у 2001 році трек мав назву Ruka, а за ним слідував Nipe Asaliу 2002 році. У 2004 році співпрацював з Піліпілі в композиції «Kamata Dame». Як в більшості кенійських артистів, минуло кілька років, перш ніж вийшов його перший повноцінний збірник. Його альбом «Juacali Sekta» потрапив до магазинів у 2006 році, де в основному були випущені раніше сингли.
Його сингл Kwaheri за участю поп-зірки Санайпей Танде став головним хітом у Кенії в 2007 році. У новорічну ніч 2008/2009 він випустив новий альбом, Ngeli ya Genge . Він гастролював у США та інших країнах. У серпні 2007 року він був одним із 100 найвпливовіших кенійців, обраних газетою The Standard .
Його сценічне ім'я Хуа Калі, походить від назви Каліфорнія, маєтку в Найробі (так само, як назва Calif Records). Він також нагадує Хуа Калі, суахілістський термін, що означає жорстоке сонце, яким прийнято позначати його на неофіційному секторі економіки Кенії.
Він випустив серію нових пісень з новим продюсером Keggah, що проживає в США. Серед його нових пісень — Карібу Найробі та Куна Шен, які отримали величезну популярність та хороші відгуки.

## Підтвердження

### Motorola
Окрім талановитості, він має комерційний успіх, завдяки своєму зверненню до юного та старшого покоління. Наприклад, він став першим артистом Кенії, який в 2007 році уклав мільйонну угоду про рекламу з гігантською телефонною компанією, мобільним оператором Motorola для телефону моделі W . </br> І, за словами компанії, він був досить популярним. « Хуа Калі — частина сім'ї Motorola, і ми маємо честь працювати з ним у недавньому минулому», — каже Джоан Дойл, менеджер з маркетингу в Східній Африці. « Він був чудовим послом і, як і Motorola, він все стосується творчості, стилю та змісту, тому ми не могли бути щасливішими, що його наполеглива праця була визнана на престижних нагородах Кісіми».

### Orange Mobile

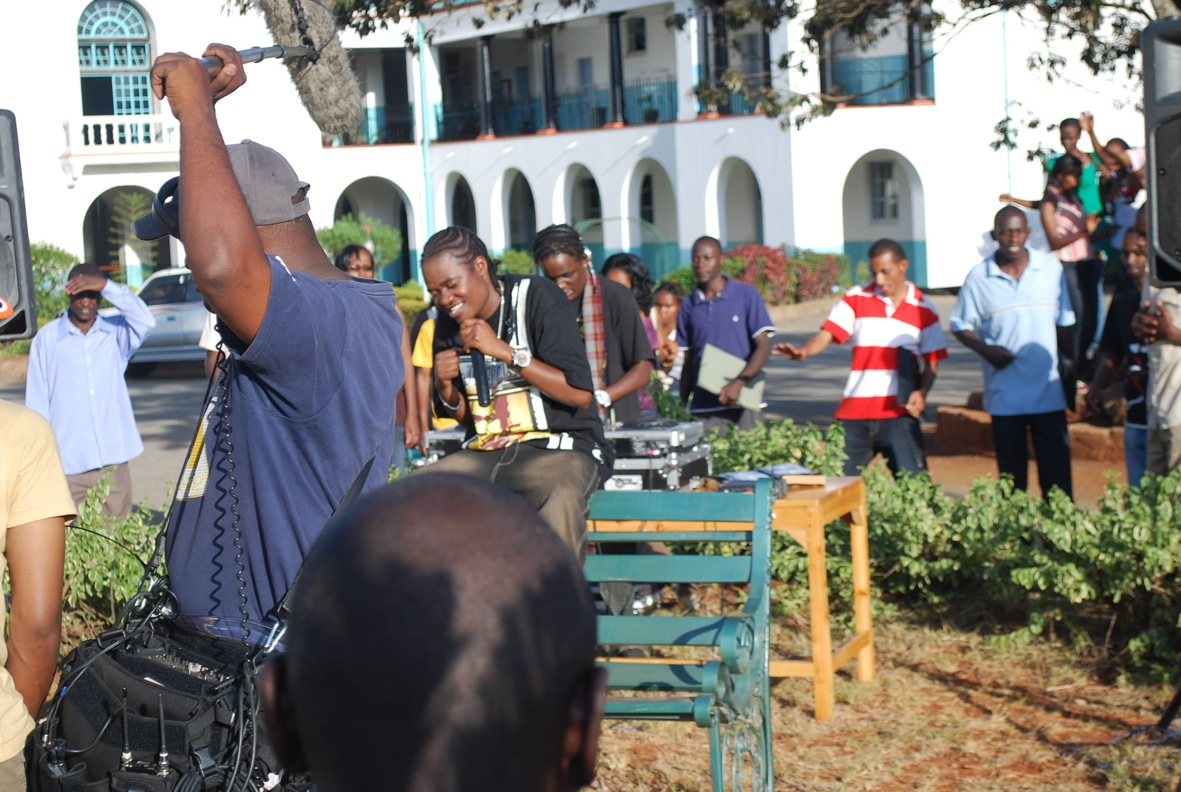
Хуа Калі знімає рекламу

Хуа Калі — це, напевно, найуспішніший артист на кенійській музичній сцені, що стосується доходу від концертів. На початку 2009 року Телком Кенія призначила його Помаранчевим Послом для молодіжного ринку і розпочала його однорічний контракт на 10 мільйонів шілінгу, підписавши рекламну кампанію " Привіт мелодії ". Слідом за успіхами кенійської команди Rugby Sevens, Orange продовжив знімати серію рекламних роликів на регбі, в яких брали участь найкращі кенійські регбісти та артисти жангів. У інформаційних публікаціях також виступали товариші з лейблу Mejja, Jimwat та їх продюсер Клемо .

### Памоя Мтаані
Pamoja Mtaani, суахілі для «разом у капюшоні» — це нова відеоігра в Кенії, розроблена Warner Bros. Інтерактивні розваги Це в основному про молодіжну групу, яка разом пробирається через лабіринт викликів у великому місті Східної Африки. У грі є тонкий, але обдуманий порядок денний: профілактика ВІЛ. Гравці не стикаються безпосередньо з загрозою ВІЛ; натомість вони стикаються з викликами протягом усієї гри, яка веде до знань про ризик та впевненість у собі . Хуа Калі записав гімн відеоігор " Місто на сонці ".

### Інші
Артист також брав участь в інших великих рекламних кампаніях, таких як мило для ванни Protex і пиво Pilsner, і отримав великі гонорари. Він також посол Кенії Фонду Bloodlink . Фонд Bloodlink Kenya — це некомерційна благодійна організація, заснована в Кенії, яка прагне допомогти кенійцям досягти кращого здоров'я та покращення якості життя завдяки партнерству з громадами, корпораційними організаціями та громадським сектором.

## Дискографія
Альбоми:
- JuacaliSekta[10] (жовтень 2006 р. :)
- Ngeli ya Genge (грудень 2008 р.)
- TuGenge Yajayo (грудень 2013)
- Малі Ямма (вересень 2019 р.)

## Нагороди
Виграв
- 2006 Кішіма Music Awards — Boomba Чоловік
- 2007 нагороди Chaguo La Teeniez (нагороди CHAT) — найкращий чоловік та знаменитість року[11]
- Музичні премії Kisima 2007 — кращий артист чоловічої статі та бумба.
- Музичні нагороди Pearl of Africa 2007 (PAM Awards) — найкращий артист чоловічої статі (Кенія)
- 2008 нагороди Chaguo La Teeniez — улюблений артист чоловічої статі та найкраща музика на сцені та найкраща пісня Collabo («Kwaheri» з Sainapei).[12]

Висунутий
- 2006 року нагороди Chaguo La Teeniez — номіновані у трьох категоріях, але жодна з них не виграла
- 2007 MTV Europe Music Awards — Найкращий акт про Африку
- Нагороди MOBO 2007 року[13]
- Музичні премії Танзанії 2008 року — найкраща східноафриканська пісня («Квахері»)[14]
- Музичні нагороди MTV Африки 2008 року — найкращий чоловік